# Milan Ževart
Milan Ževart, slovenski zgodovinar, * 16. april 1927, Podkraj pri Velenju, † 24. september 2006, Slovenj Gradec.

## Življenje in delo
Od 1938 je obiskoval gimnazijo v Celju, 1941 prenehal šolanje zaradi okupacije. Od avgusta 1943 je delal kot aktivist OF v okrajih Šentilj pod Turjakom, Lovrenc na Pohorju, Slovenj Gradec in Šoštanj. Od 1944 je bil nekaj časa  borec v Tomšičevi brigadi. Po demobilizaciji julija 1945 je nadaljeval šolanje na celjski klasični gimnaziji, 1947 maturiral, in nadaljeval s študijem zgodovine in geografije. Leta 1952 je diplomiral na ljubljanski Filozofski fakulteti (FF) in prav tam 1974 tudi doktoriral z disertacijo Narodnoosvobodilni boj v Šaleški dolini. V letih 1958−1991 je bil ravnatelj Muzeja narodne osvoboditve v Mariboru. Tu je od 1952-1991 tudi poučeval na klasični gimnaziji, Pedagoški akademiji in kasneje na PEF. Leta 1985 je bil na FF v Ljubljani izvoljen za rednega profesorja novejše zgodovine. 
Ževart se je v svojem znanstvenoraziskovalnem delu posvetil zlasti raziskavam nemški okupaciji in NOB na slovenskem Štajerskem (Po sledovih narordnoosvobodilne vojne v mariborskem okraju, 1962; Poslovilna pisma žrtev za svobodo, 1978; Štirinajsta na Štajerskem, 1981; Lackov odred, 1988; ter nekaterim vprašanjem v obdobju 1914-1941 (prevrat 1918 na mariborskem območju, nemška mobilizacija med 2. svetovno vojno in odpor proti njej). Njegova bibliografija obsega preko 400 enot. Bil je član številnih komisij zgodovinske stroke (npr. za zgodovino Maribora, za sodobno zgodovino, za zgodovino KPS in KPJ), uredniških odborov, svetov ustanov, družbenopolitičnih teles v Mariboru, Sloveniji in Jugoslaviji. V letih 1963–1965 je bil poslanec skupščine SFRJ. Za svoje delo je prejel več priznanj in odlikovanj.

## Priznanja in odlikovanja
- Red zaslug za ljudstvo s srebrno zvezdo (1953)
- Red dela z zlatim vencem (1965)
- Srebrno odlikovanje OF (1974)
- Nagrada vstaje slovenskega naroda (1977 in 1989)
- Nagrada ob dnevu borca (1978)
- Valvasorjeva nagrada za življenjsko delo (1982).